# Karl-Heinz Bolay
Karl-Heinz Bolay (* 23. November 1914 in Saarbrücken; † 1993 in Schweden) war ein deutscher Schriftsteller und Dichter.

## Leben
Karl-Heinz Bolay war ein Sohn des Ingenieurs Paul Bolay und der Margarete Kieber. Die Ehe der Eltern wurde 1918 geschieden, und Bolay wuchs bei der Mutter, dann bei der Großmutter väterlicherseits, dann beim Vater, der 1924 erneut heiratete, auf. Er lebte im Saargebiet, das 1935 nach einer Volksabstimmung an das Deutsche Reich wiederangegliedert wurde, und machte 1934 das Abitur. Schon als Jugendlicher engagierte er sich in der Bündischen Jugend. Von 1934 bis 1936 absolvierte er eine Banklehre, von 1936 bis 1939 war er Journalist. Er heiratete 1938 Brigitte Albrecht und lebte in Salzwedel, sie hatten drei Kinder.
Zum 1. Mai 1933 war er der NSDAP beigetreten (Mitgliedsnummer 2.709.140) und wurde Rassereferent im Oberabschnitt Mitte der SS und von 1940 bis 1943 Redakteur und Gaukulturstellenleiter der NSDAP in Magdeburg. Er wurde zur Wehrmacht eingezogen und in Italien als Wehrmachtsdolmetscher eingesetzt. Bei Kriegsende desertierte er und geriet für ein halbes Jahr in britische Kriegsgefangenschaft.
Er wohnte nach dem Zweiten Weltkrieg zunächst in Celle. Aus Protest gegen die deutsche Wiederbewaffnung wanderte er 1951 nach Helsinki aus, wo er bis 1957 als Socionom und Diplombibliothekar lebte. Bolay organisierte für ländliche Regionen fahrende Bibliotheken, da er bemerkte, dass in vielen Haushalten außer der Bibel kaum weitere Literatur vorhanden war. Von 1957 bis 1959 arbeitete er als Journalist und Kritiker in Norrköping und seitdem als Hauptbibliothekar und Journalist in Malung/Schweden. Er übersetzte Bücher ins Deutsche, Schwedische, Finnische und Französische.
Bolay war Mitglied der Jungentrucht und der Jugendbewegung und ist dort unter dem Fahrtennamen Rokka bekannt. Er wurde häufig von durchreisenden deutschen Pfadfindergruppen besucht und unterhielt zu Gruppen der Deutschen Freischar, Grauen Reitern und BdP enge Kontakte. Er starb nach langer Krankheit in Schweden.

## Werke (Auswahl)

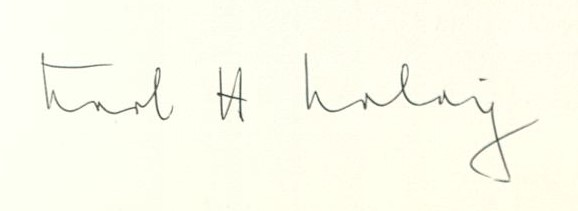
Signatur (1984)

- Deutsche Weihnachten. Ein Wegweiser für Gemeinschaft und Familie (1941)
- Kathrin. Ein kämpferisches Frauenschicksal (1941)
- Gesänge des Südens. Gedichte (1944)
- Krone des Lebens. Gedichte (1944)
- Dies ater (1949)
- Ja aurinko pysähtyi (1952)
- Aber die Stunde bleibt … Gedichte aus meinem finnischen Tagebuch (1954)
- Roter Granit. Neue finnische Gedichte (1956; als Herausgeber)
- Finnen und Finnländer (1959)
- Mullvadsmusik (1962)
- Ö utan hav (1963)
- Der Fall René Merlin. Die Erlebnisse des Dr. René Merlin in der Zelle unserer Zeit (1964)
- Poppoesi (1964)
- Haiku-poesi (1965)
- Den fyr-kan-tiga månen. Parabler i poesi och prosa (1968)
- Reise in die vierte Dimension (1974)
- Auf der Flucht vor uns selber (1976)
- Nödbroms. Roman (1977)
- Auf der Suche nach mir selber. Ausgewählte Gedichte 1929–1979 mit 10 Arbeiten verschiedener Künstler (1979)
- Frei noch im Winde. Begegnungen im mittleren Europa (1979)
- Feuervogel. Parabeln (1980)
- Mein toter Freund. Kurzgeschichten aus unmenschlicher Zeit  (1982)
- Reise in die Kaschubei. Gedichte (1982)
- Hörst du mein Warten (1983)
- Blumen und andere Menschen. Gedichte (1983)
- Vår „vän“ atomen. Dikter, parabler, bilder mot krig och atomvapen (1983)
- Reise nach Wienhausen. Lyrik-Anthologie (1985; als Herausgeber)
- Sfärenmusik und Mathematik. Gedichte (1986)

## Literatur

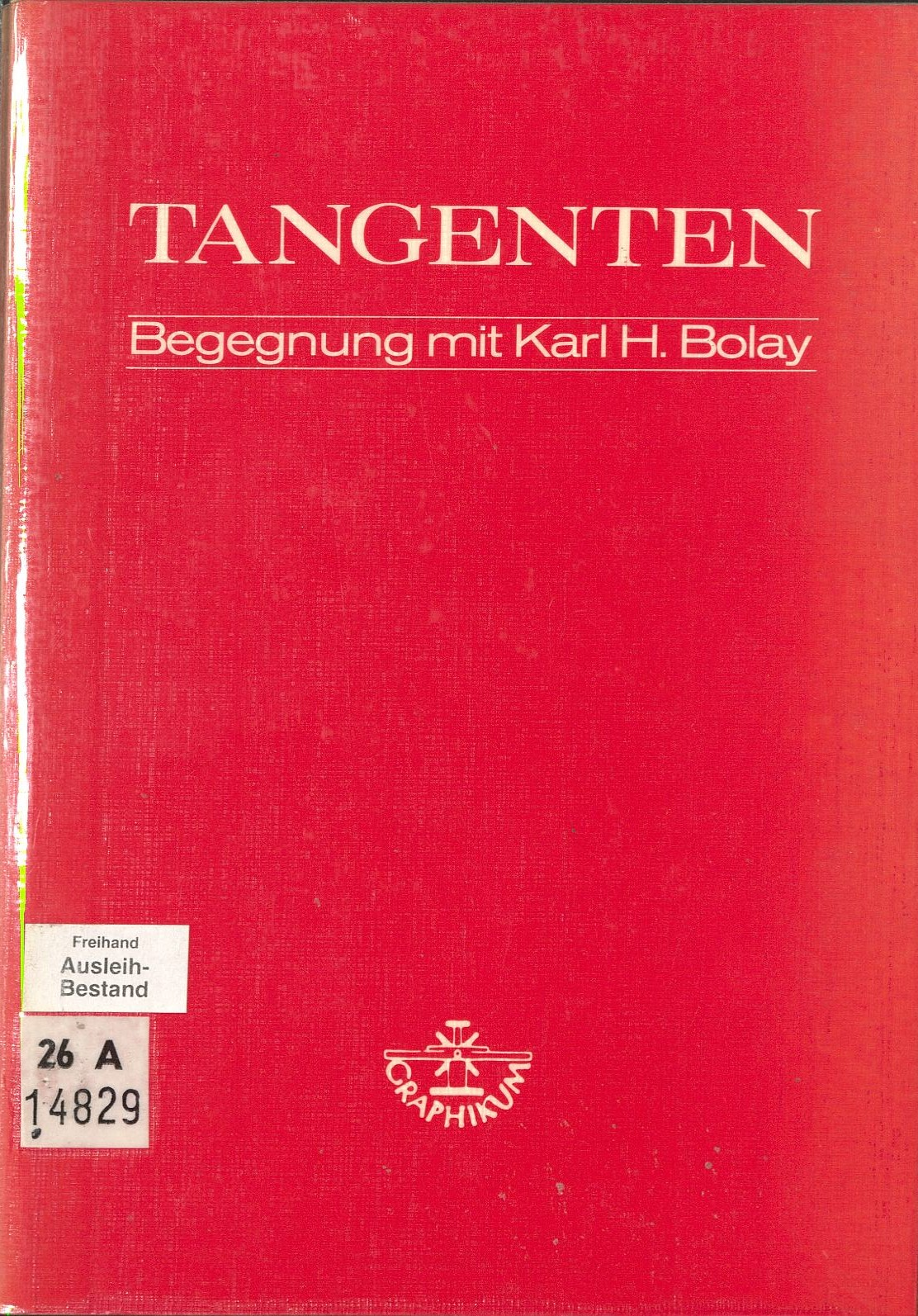
Tangenten (1984)